# 国会唱片
国会唱片有限公司（英語：Capitol Records, LLC），2007年之前法律注册名称为国会唱片公司（Capitol Records, Inc.），简称国会（Capitol），是环球音乐集团旗下國會音樂集團所属唱片公司，1942年由约翰尼·默瑟 、巴迪·德席尔瓦和格伦·E·瓦利希斯（Glenn E. Wallichs）创立，是美国西海岸最早的唱片公司之一。它于1955年被英国电子与音乐产业公司收购，作为其北美子公司运营，而EMI于2012年被环球音乐集团收购。该公司的总部大楼是加利福尼亚州好莱坞的地标之一。

## 历史

1969年至1978年所用商标

约翰尼·默瑟于1942年创立国会唱片，并获得巴迪·德席尔瓦的、格伦·E·瓦利希斯的经济支持。1942年3月27日，三人成立自由唱片（Liberty Records），5月改名国会唱片。1942年4月6日，默瑟监督了公司的第一次录音，即玛莎·蒂尔顿的“Moon Dreams”。
1955年，英国EMI以850万美元收购了国会唱片96%的股票。2012年，EMI出售给环球音乐集团。

## 总部

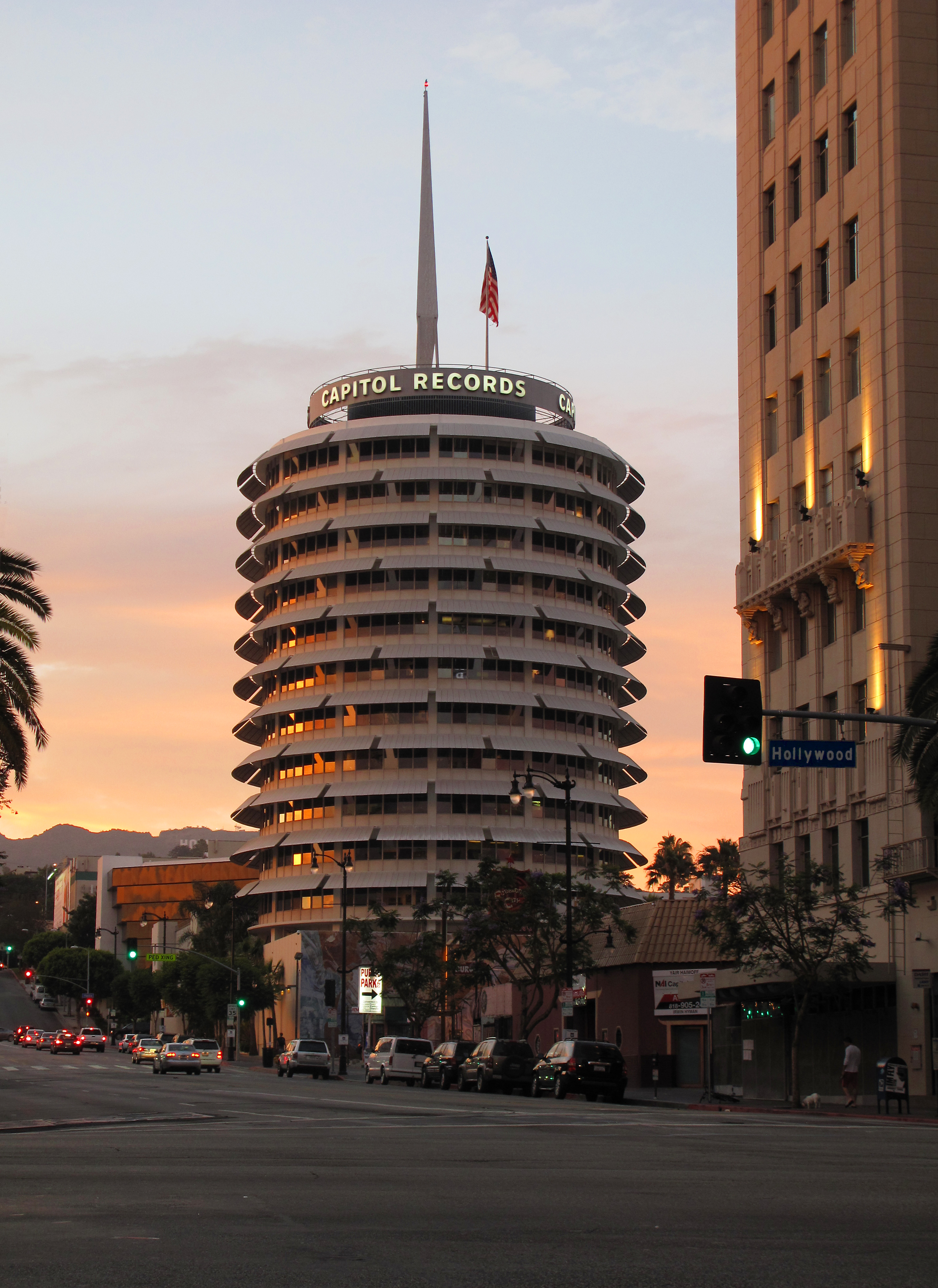
国会唱片总部大楼

国会唱片在好莱坞的总部大楼由韦尔顿·贝克特、路易斯·奈多夫（Louis Naidorf）共同设计，1956年4月竣工。